# Kościół Najświętszej Maryi Panny w Wasiewiczach
Kościół Najświętszej Maryi Panny w Wasiewiczach – kościół parafialny w Wasiewiczach. 

## Historia
Kościół został wybudowany w 1921 roku z inicjatywy ks. Juozasa Erčiusa.